# Lill-Vårtsjön
Lill-Vårtsjön är en sjö i Örnsköldsviks kommun i Ångermanland och ingår i Moälvens huvudavrinningsområde. Sjön har en area på 0,366 kvadratkilometer och ligger 263,1 meter över havet. Sjön avvattnas av vattendraget Skyttelbäcken.

## Delavrinningsområde
Lill-Vårtsjön ingår i det delavrinningsområde (705556-159130) som SMHI kallar för Utloppet av Lill-Vårtsjön. Medelhöjden är 290 meter över havet och ytan är 3,22 kvadratkilometer. Räknas de 3 avrinningsområdena uppströms in blir den ackumulerade arean 12,91 kvadratkilometer. Skyttelbäcken som avvattnar avrinningsområdet har biflödesordning 3, vilket innebär att vattnet flödar genom totalt 3 vattendrag innan det når havet efter 84 kilometer. Avrinningsområdet består mestadels av skog (63 procent) och sankmarker (17 procent). Avrinningsområdet har 0,37 kvadratkilometer vattenytor vilket ger det en sjöprocent på 11,3 procent.